# Lepidoderma (slijmzwam)
Lepidoderma is een geslacht van slijmzwammen (Myxomycetes) uit de orde Didymiaceae.

## Kenmerken
De vruchtlichamen zijn zittende tot gesteelde sporocarpen of plasmodiocarpen. Het permanent aanwezige hypothallus is dun tot verdikt als een membraan. Het peridium bestaat uit een of twee membraanachtige dunne of kraakbeenachtige lagen, die zijn bedekt met een laag kalkkristallen, die ofwel een korst vormen, ofwel stervormig, schaalvormig of bolvormig is. Het peridium gaat slechts onregelmatig open. Columella of pseudocolumella zijn meestal afwezig.
Het eenvoudig vertakte en kruislings verbonden capillitium is kalkvrij, dun en licht gebogen, behalve bij Lepidoderma granuliferum. De sporen zijn zwartbruin tot zwart en bruin tot donkerbruin in doorvallend licht. Het oppervlak is grof tot fijn stekelig.

## Soorten
Volgens Index Fungorum bevat het geslacht 16 soorten (peildatum augustus 2023):
| Soortnaam                 | Auteur(s)                                                     | Publicatiejaar |
| ------------------------- | ------------------------------------------------------------- | -------------- |
| Lepidoderma aggregatum    | Kowalski                                                      | 1971           |
| Lepidoderma alpestroides  | Mar. Mey. & Poulain                                           | 2002           |
| Lepidoderma carestianum   | (Rabenh.) Rostaf.                                             | 1875           |
| Lepidoderma chailletii    | Rostaf.                                                       | 1875           |
| Lepidoderma crassipes     | Flatau, Massner & Schirmer                                    | 1987           |
| Lepidoderma crustaceum    | Kowalski                                                      | 1967           |
| Lepidoderma didermoides   | Kowalski                                                      | 1971           |
| Lepidoderma echinosporum  | G. Moreno, López-Vill. & S.L. Stephenson                      | 2016           |
| Lepidoderma granuliferum  | (W. Phillips) R.E. Fr.                                        | 1906           |
| Lepidoderma neoperforatum | A. Kuhnt                                                      | 2017           |
| Lepidoderma nevadense     | G. Moreno, Ant. Sánchez, Mar. Mey., López-Vill. & A. Castillo | 2018           |
| Lepidoderma perforatum    | Mar. Mey. & Poulain                                           | 2002           |
| Lepidoderma stipitatum    | Flatau                                                        | 1984           |
| Lepidoderma takahashii    | Y. Yamam.                                                     | 1992           |
| Lepidoderma tigrinum      | (Schrad.) Rostaf.                                             | 1873           |
| Lepidoderma trevelyanii   | (Grev.) Poulain & Mar. Mey.                                   | 2002           |